# Slender: The Eight Pages
Slender: The Eight Pages, originalmente titulado Slender, es un corto videojuego de terror y supervivencia en primera persona basado en Slender Man, una creepypasta (historia de terror online). Fue desarrollado por el desarrollador independiente Mark J. Hadley con el motor de juego Unity y lanzado en junio de 2012 por su estudio unipersonal Parsec Productions.
El jugador indefenso debe recolectar ocho páginas esparcidas por un bosque oscuro mientras evita a Slender Man, quien lo persigue durante todo el juego. The Eight Pages fue ampliamente elogiado por la crítica por su terror y atmósfera efectivos a pesar de sus gráficos toscos, aunque algunos consideraron la jugabilidad repetitiva y sin valor de rejugabilidad. El juego se popularizó a través de Let's Plays e inspiró muchos fangames basados en Slender Man. Parsec Productions y Blue Isle Studios lanzaron una secuela llamada Slender: The Arrival al año siguiente.

## Jugabilidad
Slender: The Eight Pages es la primera entrega del juego. El mapa está dividido en diez secciones, y en ocho de estas se encuentran las notas que el jugador deberá recoger.
La historia se sitúa en medio de un bosque durante la noche y se juega desde una perspectiva en primera persona. El objetivo del jugador es recoger ocho páginas ubicadas en diversas áreas del bosque, evitando al mismo tiempo a Slender, una extraña criatura o ente de forma humanoide sin rostro, de piel pálida y con tentáculos como apéndices que brotan de su espalda, que aparecen cuando el jugador está al borde de la muerte. El jugador está dotado únicamente con una linterna para ver a través de la oscuridad; tiene una duración muy limitada y eventualmente se puede apagar si se la deja encendida por mucho tiempo (quince minutos). El protagonista tiene una resistencia física limitada, por lo que al correr mucho tiempo cansará al personaje y hará disminuir su velocidad máxima al caminar. De vez en cuando Slender aparece en el campo de visión del jugador, y el juego termina cuando se reduce su cordura hasta cierto punto (medida inversamente a la intensidad de la estática en la pantalla) o si Slender entra en contacto con el jugador. En la pantalla de game over aparece el rostro de Slender de cerca e impulsos estáticos parpadeando. A medida que el jugador recoge páginas, la niebla en el bosque se hace más espesa y Slender se aparece más cerca del jugador, aunque la velocidad de sprint también aumenta.
Slenderman no dejará de perseguir al jugador incluso si las ocho páginas fueron recogidas. Una vez que todas las páginas son obtenidas, se le permite al jugador caminar en silencio en los alrededores por unos segundos, hasta que Slender aparece detrás del protagonista y termina el juego. Una vez terminado el juego y los créditos finales, son desbloqueados nuevos modos de juego. También hay un «período de gracia» en el principio del juego, durante el cual Slender permanece inactivo por unos cuantos minutos hasta que el jugador recoja la primera página o pase un periodo de tiempo. Sin embargo, el nivel de dificultad aumenta con el tiempo si no se recogen páginas. El final de este período de gracia es indicado por un sonido repetitivo de pisoteo haciendo eco en el fondo (que también se desencadena cuando se junta la primera página), que es por el latido del corazón del jugador. Este sonido se escucha en el resto de la partida y gradualmente se vuelve más rápido a medida que más páginas sean recogidas, así como otros sonidos de ambiente, como un zumbido leve (página 2), un viento fuerte (páginas 3 y 4), y luego un pitido misterioso (páginas 5 y 6), y por último un chirrido agudo (página 7). Solo una vez que las 8 páginas fueron recolectadas es que se detienen los sonidos. Entonces se le permite al jugador caminar tranquilo por unos segundos, para que luego Slender aparece detrás del jugador y termina el juego con los créditos.
Slender: The Arrival es la secuela oficial de Slender: The Eight Pages.

### The Slender Man
Se trata del antagonista del juego; es una especie de entidad con forma humana cuya principal característica es su extrema altura (aproximadamente dos metros) y delgadez (de ahí su nombre; slender significa "delgado" en inglés), con largos brazos que le llegan hasta las rodillas, vestido con un traje negro y sin cara alguna. Se mueve tele transportándose.
Su origen se remonta en los foros de Something Awful, donde se organizó un concurso de fotografías trucadas. Víctor Surge realizó una serie de fotografías en las que incluía a Slender Man con una historia detrás de cada una para hacerlas más creíbles. A partir de entonces, las fotos y sus correspondientes historias comenzaron a circular por Internet, llegándose a convertir en fenómenos de internet y alimentando una incipiente leyenda a base de historias de terror o creepypastas.
En el juego, el antagonista persigue al jugador principal a medida que este se hace con las notas. Cuando Slender aparece, el jugador debe evitar mirarlo directamente, puesto que si no, intentará confundir al jugador hasta acabar con él. Cuando esto ocurre, la pantalla se llena de estática con la imagen enfocada a su rostro.

## Modos de juego
En la versión 0.9.4 hay un "Modo diurno" que se puede desbloquear. Para desbloquear este modo, el jugador debe vencer el juego en "Normal", en el que el final muestra que el personaje del jugador se despierta en día después de recoger las ocho páginas y ser atrapado por Slender Man. Después de despertarse, el jugador puede caminar durante el día durante unos segundos antes de que salgan los créditos. El "Modo diurno" es simplemente durante el día y sin una linterna. Si el jugador supera el "Modo diurno", el final será el mismo que antes, solo el jugador se despierta por la noche. Después de que salgan los créditos, el jugador habrá desbloqueado el "Modo $ 20". En este modo, la jugabilidad es la misma que el "Modo normal" y el "Modo diurno", excepto que si el jugador ve a Slender Man una canción llamada "20 Dollares" por artista de rap  Americano Ron Browz comienza a sonar Esta es una referencia a un meme de Internet originado por un fanático sobre Slender Man, que indica que si una persona le da a Slender Man $ 20, la dejará sola. Esta es la única versión en la que el Jugador selecciona estos modos en la parte "Opciones" de la pantalla del menú, y también es la única versión en la que se pueden jugar dos modos ocultos al mismo tiempo ("Modo diurno" y "Modo $ 20"). También hay un "Modo MH (Marble Hornets)", que ve la jugabilidad como una entrada 'Marble Hornets'. Se han eliminado los sonidos espeluznantes y el colector de páginas, hay barras estáticas en los bordes y el final es ligeramente diferente. El "Modo $ 20" ha estado ausente desde la versión 0.9.7; El archivo Léame adjunto aconseja "Se eliminó un modo de juego; solo era cuestión de tiempo, ya que contenía material protegido por derechos de autor", refiriéndose a la pista Brownz que se usa en ese modo.

## Cambios de versiones
El juego se lanzó por primera vez en la versión 0.9.0 como "Slender". Originalmente, cuando el jugador sería atrapado por Slender Man, el juego se cerraría y volvería al escritorio. Permaneció de esta manera hasta la versión 0.9.3 (la tercera actualización), y el jugador ahora tiene la opción de volver a intentarlo o salir. A partir de la versión 0.9.7, hay un ambiente durante la pantalla del menú, así como partes de las ocho páginas que se muestran. Ahora también hay enlaces a los foros de Slender Man Mythos y algunas series web populares basadas en Mythos como 'Marble Hornets' y 'TribeTwelve'. A partir de esta versión, el juego se renombró oficialmente como  Slender: The Eight Pages  para evitar confusiones con versiones futuras como  Slender: The Arrival . El "Modo $ 20" también se ha eliminado de esta versión debido a problemas Copyright. Se ha cambiado el nombre de "Modo MH" a "Modo Marble Hornets" (simplemente la versión no abreviada del título). Hay dos nuevas fuentes de luz disponibles: una Barra luminosa con casi ninguna luz, y casi sin rango, y una Farol con una amplia gama, pero una pequeña cantidad de luz que debe ser reponida por girando la linterna. El jugador ahora también puede pausar el juego presionando "Escape" en el teclado, pero solo cuando no hay estática en la pantalla para no permitir que el jugador abandone en respuesta al miedo.
El juego ahora tiene una historia de fondo en su secuela; Slender: The Arrival. Se confirmó que el personaje controlado en este juego es Kate, también conocida como Proxy en  The Arrival .

## Premios
| Año  | Premios                   | Reconocimiento                      | Resultado | Ref.             |
| ---- | ------------------------- | ----------------------------------- | --------- | ---------------- |
| 2012 | Golden Joystick Award     | Mejor Juego Free to Play            | Ganador   | [ 8 ]            |
| 2012 | Horror Games Convention   | Mejor Juego de Terror               | Ganador   | [cita requerida] |
| 2013 | WGF (World Game Festival) | Mejor Juego Horror de supervivencia | Ganador   | [cita requerida] |

## Recepción y crítica
Algunas publicaciones se señaló la eficacia del enfoque de terror minimalista del juego, en contraste con muchos juegos de terror de supervivencia basados en la acción del tiempo, como los últimos títulos de Resident Evil.

## Secuela oficial
La secuela oficial de Slender: The Eight Pages es Slender: The Arrival, desarrollado por Blue Isle Studios. Tiene gráficos mejorados, nuevos objetivos, una historia y una mayor cantidad de niveles. Mejoras con las que el equipo de desarrollo creó un juego "mejor, más grande y terrorífico que el original". El 24 de diciembre de 2012 fue lanzado el primer tráiler oficial del juego, en el que se muestra que habrá varios niveles y que Slenderman no será el único enemigo.